# 佐賀市立城西中学校
佐賀市立城西中学校（さがしりつ じょうさいちゅうがっこう）は佐賀県佐賀市本庄町本庄にある公立中学校。

## 概要
歴史
1963年（昭和38年）に佐賀市立中学校2校（西与賀・本庄）の統合により創立。2023年（令和5年）に創立60周年を迎えた。
校名の由来
佐賀城跡の西側に位置することから。
校章
佐賀県の鳥であるカササギを背景にして、中央に校名の「城西」の文字（縦書き）を配している。
校歌
作詞は服巻紫浪、作曲は真島豹吉による。歌詞は3番まであり、各番の歌詞中に校名の「城西」が登場する。
通学区域
- 佐賀市立西与賀小学校区
- 佐賀市立本庄小学校区

ただし、以下は承認校となっている。
- 佐賀市立日新小学校区の一部（末広二丁目2番11～34号・3番1～5号、20～22号、24～34号・4番1～9号、32～50号・5番・6番・7番1～12号）

特色
開校以来、佐賀大学教育学部代用附属中学校としての役割を担っている。

## 沿革
前史
- 1947年（昭和22年）4月1日 - 学制改革が行われる。以下の新制中学校2校が創立。
  - 「西与賀村立西与賀中学校」（西与賀村立西与賀小学校に併設）
  - 「本庄村立本庄中学校」（本庄村立本庄小学校に併設）
- 1954年（昭和29年）- 佐賀市への編入により以下のように改称。
  - 3月31日 - 「佐賀市立西与賀中学校」
  - 10月1日 - 「佐賀市立本庄中学校」

統合・城東中学校
- 1963年（昭和38年）
  - 4月1日 - 佐賀市立中学校2校（西与賀・本庄）を統合の上、「佐賀市立城西中学校」（現校名）が創設される。
- 1968年（昭和43年）- 新校舎が完成。
- 1988年（昭和63年）- 現在地に鉄筋コンクリート造3階建ての新校舎が完成し、移転を完了。
  - 1968年完成の校舎が地盤沈下のため、危険校舎となり、現在地に移転した[4]。なお、もとの校地は、現在、城西中跡地グラウンド（〒840-0034 佐賀県佐賀市西与賀町厘外713番地9, （北緯33度14分18.7秒 東経130度16分54.1秒 / 北緯33.238528度 東経130.281694度））となっている。
- 2023年（令和5年） - 創立60周年を迎える。

## 交通
最寄りの鉄道駅
- JR長崎本線
  - 鍋島駅
  - 佐賀駅

最寄りの幹線道路
- 佐賀県道260号東与賀佐賀線「本庄公民館前」交差点

## 周辺
- 佐賀大学本庄キャンパス
- 佐賀市立本庄小学校
- 佐賀市立本庄公民館
- 佐賀市立図書館本庄分室
- 佐賀市立体育館・テニスコート

## 参考資料
- 「佐賀市史 第5巻 (現代編) (PDF) 」（1981年（昭和56年）2月21日, 佐賀市）p.518～p.525  - 佐賀市ウェブサイト

## 関連事項
- 佐賀県中学校一覧